# San Félix Rijo
San Félix Rijo är en ort i Mexiko.   Den ligger i kommunen Tilapa och delstaten Puebla, i den sydöstra delen av landet, 110 km sydost om huvudstaden Mexico City. San Félix Rijo ligger 1 283 meter över havet och antalet invånare är 1 118.
Terrängen runt San Félix Rijo är kuperad åt nordväst, men åt sydost är den platt. Terrängen runt San Félix Rijo sluttar söderut. Runt San Félix Rijo är det ganska tätbefolkat, med 120 invånare per kvadratkilometer. Närmaste större samhälle är Izúcar de Matamoros, 9,6 km öster om San Félix Rijo. Omgivningarna runt San Félix Rijo är en mosaik av jordbruksmark och naturlig växtlighet.